# Біг інохідця
«Біг інохідця» — радянський художній фільм 1968 року екранізація першої частини повісті Чингіза Айтматова «Прощавай, Гульсари!», знятий режисером Сергієм Урусевським. Вийшов на екрани СРСР 19 січня 1970 року.

## Сюжет
Шлях по нічній гірській стежці старого Танабая і його вірного іноходця Гульсари перемежовується спогадами багатим на події життя табунника. Повернення з війни, робота в кузні, перехід в табунники, закоханість у солдатку Бюбюжан, сцени козлодрання, національні ігри на конях. Нарешті, несправедливість нового голови, який зазіхнув на Гульсари, що призвело до кастрації коня.
У фіналі Танабай залишається самотній, наодинці з природою.

## У ролях
- Нурмухан Жантурін — Танабай Бакасов
- Бакен Кидикєєва — Джайдар
- Фаріда Шарипова — Бюбюжан
- Капар Алієв — Чоро, голова колгоспу
- Совєтбек Жумадилов — Ібраїм
- Юрій Соломін — текст від автора
- Кумболот Досумбаєв — епізод
- С. Умбетбаєв — епізод
- Б. Ешенкулов — епізод

## Знімальна група
- Автор сценарію — Чингіз Айтматов, Сергій Урусевський
- Режисер-постановник і головний оператор — Сергій Урусевський
- Художник-постановник — Євген Черняєв
- Композитор — Моїсей Вайнберг
- Звукооператор — Роланд Казарян
- Художник по костюмам — Лідія Нові
- Грим — В. Блінова
- Другий режисер — Белла Фрідман
- Другі оператори — Віталій Абрамов, Борис Кочеров
- Монтажер — Лідія Міліоті
- Дресирувальник — М. Ситько
- Комбіновані зйомки:

- оператор — Василь Севостьянов
- художник — Альберт Рудаченко

- Диригент — Емін Хачатурян
- Редактор — Ніна Глаголєва
- Консультант — Джакіп Тюлегенов
- Директор картини — В. Фрідман